# Hapur
Hapur là một thành phố và là nơi đặt ban đô thị (municipal board) của quận Ghaziabad thuộc bang Uttar Pradesh, Ấn Độ.

## Địa lý
Hapur có vị trí 28°43′B 77°47′Đ / 28,72°B 77,78°Đ Nó có độ cao trung bình là 206 mét (675 feet).

## Nhân khẩu
Theo điều tra dân số năm 2001 của Ấn Độ, Hapur có dân số 211.987 người. Phái nam chiếm 53% tổng số dân và phái nữ chiếm 47%. Hapur có tỷ lệ 58% biết đọc biết viết, thấp hơn tỷ lệ trung bình toàn quốc là 59,5%: tỷ lệ cho phái nam là 65%, và tỷ lệ cho phái nữ là 50%. Tại Hapur, 16% dân số nhỏ hơn 6 tuổi.